# Matt D'Agostini
Matthew Vincent D'Agostini (né le 23 octobre 1986 à Sault-Sainte-Marie, dans la province de l'Ontario au Canada) est un joueur professionnel canadien de hockey sur glace d'origine italienne.

## Carrière de joueur
Après deux saisons seulement avec le Storm de Guelph de la Ligue de hockey de l'Ontario, il se joint au club-école des Canadiens de Montréal, club qui l'avait sélectionné au cours du repêchage de 2005. Il y gagne cette année-là la Coupe Calder remis aux champions de la Ligue américaine de hockey.
Lors du camp d'entraînement des Canadiens de 2007, il fait bonne impression mais est toutefois renvoyé avec les Bulldogs de Hamilton dans la Ligue américaine de hockey. Il dispute son premier match dans la Ligue nationale de hockey le 3 avril 2008 contre les Sabres de Buffalo et en dispute 52 autres avec le Canadiens.
D'Agostini entreprend la saison 2008-2009 à Hamilton. Rappelé par les Canadiens, il marque son premier but en carrière dans la LNH le 2 décembre 2008 contre les Thrashers d'Atlanta.
Le 3 mars 2010, il est échangé aux Blues de Saint-Louis contre Aaron Palushaj.

## Statistiques
| Saison     | Équipe                 | Ligue        |     | Saison régulière | Saison régulière | Saison régulière | Saison régulière | Saison régulière |   | Séries éliminatoires | Séries éliminatoires | Séries éliminatoires | Séries éliminatoires | Séries éliminatoires |
| Saison     | Équipe                 | Ligue        | PJ  | B                | A                | Pts              | Pun              | PJ               | B | A                    | Pts                  | Pun                  |                      |                      |
| 2004-2005  | Stars North de Soo     | GNML         | 36  | 36               | 23               | 59               | 41               | -                | - | -                    | -                    | -                    |                      |                      |
| 2004-2005  | Storm de Guelph        | LHO          | 59  | 24               | 22               | 46               | 29               | 4                | 0 | 2                    | 2                    | 8                    |                      |                      |
| 2005-2006  | Storm de Guelph        | LHO          | 66  | 25               | 54               | 79               | 81               | 15               | 8 | 20                   | 28                   | 16                   |                      |                      |
| 2006-2007  | Bulldogs de Hamilton   | LAH          | 63  | 21               | 28               | 49               | 33               | 22               | 4 | 9                    | 13                   | 18                   |                      |                      |
| 2007-2008  | Bulldogs de Hamilton   | LAH          | 76  | 23               | 30               | 53               | 38               | -                | - | -                    | -                    | -                    |                      |                      |
| 2007-2008  | Canadiens de Montréal  | LNH          | 1   | 0                | 0                | 0                | 2                | -                | - | -                    | -                    | -                    |                      |                      |
| 2008-2009  | Bulldogs de Hamilton   | LAH          | 20  | 14               | 11               | 25               | 16               | -                | - | -                    | -                    | -                    |                      |                      |
| 2008-2009  | Canadiens de Montréal  | LNH          | 53  | 12               | 9                | 21               | 16               | 3                | 0 | 0                    | 0                    | 0                    |                      |                      |
| 2009-2010  | Bulldogs de Hamilton   | LAH          | 3   | 0                | 1                | 1                | 2                | -                | - | -                    | -                    | -                    |                      |                      |
| 2009-2010  | Canadiens de Montréal  | LNH          | 40  | 2                | 2                | 4                | 26               | -                | - | -                    | -                    | -                    |                      |                      |
| 2009-2010  | Blues de Saint-Louis   | LNH          | 7   | 0                | 0                | 0                | 2                | -                | - | -                    | -                    | -                    |                      |                      |
| 2010-2011  | Blues de Saint-Louis   | LNH          | 82  | 21               | 25               | 46               | 40               | -                | - | -                    | -                    | -                    |                      |                      |
| 2011-2012  | Blues de Saint-Louis   | LNH          | 55  | 9                | 9                | 18               | 27               | 4                | 1 | 0                    | 1                    | 4                    |                      |                      |
| 2012-2013  | SC Riessersee          | 2.bundesliga | 10  | 2                | 6                | 8                | 6                | -                | - | -                    | -                    | -                    |                      |                      |
| 2012-2013  | Blues de Saint-Louis   | LNH          | 16  | 1                | 1                | 2                | 2                | -                | - | -                    | -                    | -                    |                      |                      |
| 2012-2013  | Devils du New Jersey   | LNH          | 13  | 2                | 2                | 4                | 6                | -                | - | -                    | -                    | -                    |                      |                      |
| 2013-2014  | Penguins de Pittsburgh | LNH          | 8   | 0                | 1                | 1                | 4                | -                | - | -                    | -                    | -                    |                      |                      |
| 2013-2014  | Sabres de Buffalo      | LNH          | 49  | 5                | 6                | 11               | 22               | -                | - | -                    | -                    | -                    |                      |                      |
| 2014-2015  | Genève-Servette HC     | LNA          | 40  | 14               | 23               | 37               | 30               | 12               | 7 | 3                    | 10                   | 8                    |                      |                      |
| 2015-2016  | Genève-Servette HC     | LNA          | 46  | 20               | 20               | 40               | 47               | 7                | 3 | 2                    | 5                    | 6                    |                      |                      |
| 2016-2017  | HC Ambrì-Piotta        | LNA          | 23  | 5                | 4                | 9                | 24               | 8                | 3 | 6                    | 9                    | 14                   |                      |                      |
| 2017-2018  | HC Ambrì-Piotta        | LNA          | 47  | 19               | 22               | 41               | 86               | 4                | 2 | 3                    | 5                    | 2                    |                      |                      |
| 2018-2019  | HC Ambrì-Piotta        | LNA          | 37  | 14               | 16               | 30               | 14               | 5                | 0 | 0                    | 0                    | 4                    |                      |                      |
| 2019-2020  | HC Ambrì-Piotta        | LNA          | 46  | 20               | 22               | 42               | 26               | -                | - | -                    | -                    | -                    |                      |                      |
| 2020-2021  | HC Ambrì-Piotta        | LNA          | 8   | 2                | 2                | 4                | 6                | -                | - | -                    | -                    | -                    |                      |                      |
| 2021-2022  | HC Ambrì-Piotta        | LNA          | 21  | 4                | 3                | 7                | 2                | 2                | 0 | 0                    | 0                    | 2                    |                      |                      |
| 2021-2022  | HCB Ticino Rockets     | Swiss League | 2   | 0                | 5                | 5                | 0                | -                | - | -                    | -                    | -                    |                      |                      |
| Totaux LNH | Totaux LNH             | Totaux LNH   | 324 | 52               | 55               | 107              | 147              | 7                | 1 | 0                    | 1                    | 4                    |                      |                      |

## Transactions en carrière
- Repêchage 2005 : Réclamé par les Canadiens de Montréal au 6e tour, à la 190e position.
- 3 mars 2010 : échangé aux Blues de Saint-Louis contre Aaron Palushaj[5].
- 22 mars 2013 : échangé aux Devils du New Jersey avec un choix conditionnel de septième ronde en 2015 contre des choix conditionnels de quatrième et de cinquième ronde en 2015[6].
- 10 juillet 2013 : signe à titre d'agent libre avec les Penguins de Pittsburgh[7].
- 18 juillet 2014 : signe à titre d'agent libre avec le Genève Servette Hockey Club (GSHC) en Suisse[8].